# درگیر شدن روسیه در جنگ داخلی سوریه

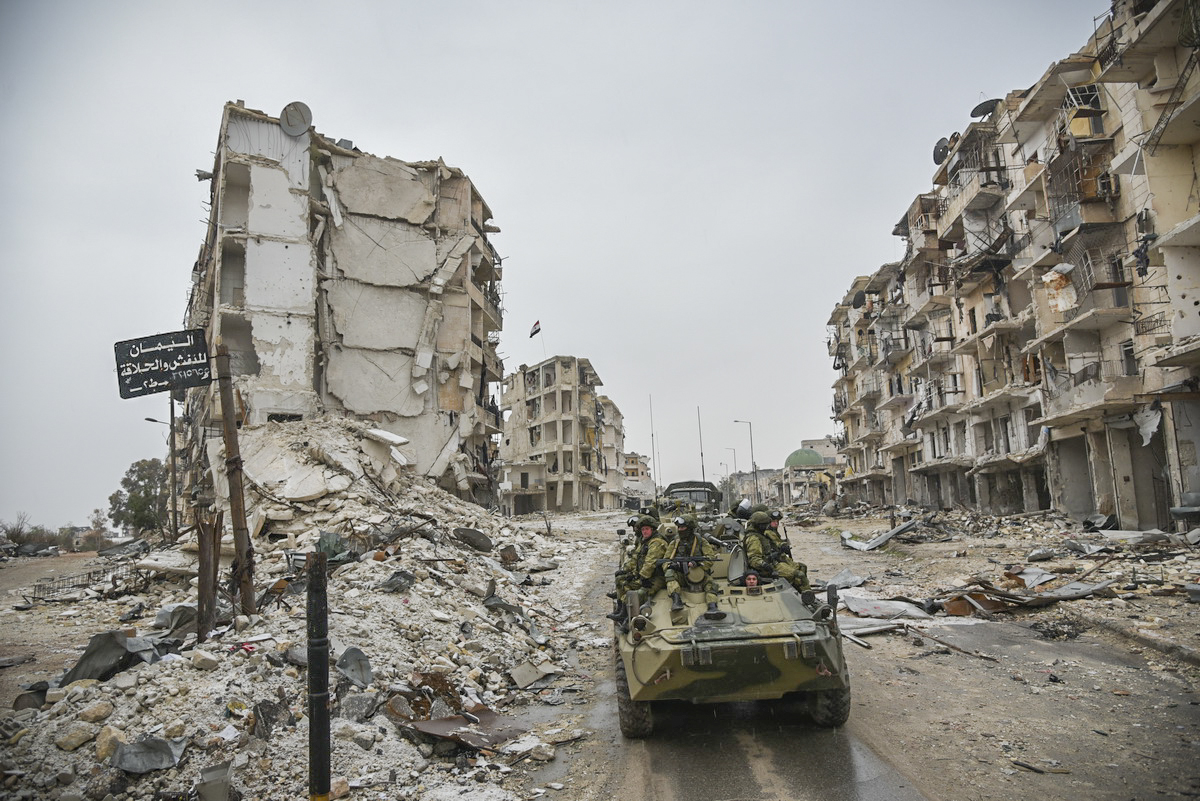
دخالت روسیه در جنگ داخلی سوریه

روسیه از زمان آغاز جنگ داخلی سوریه در سال ۲۰۱۱ چه از نظر سیاسی، چه کمک نظامی، و از سپتامبر ۲۰۱۵ از طریق دخالت مستقیم نظامی در سوریه فعالیت داشته‌است. این دومین بار از زمان پایان جنگ سرد است که روسیه خود را درگیر جنگ مسلحانه در خارج از مرزهای اتحاد جماهیر شوروی کرده‌است. از اکتبر ۲۰۱۱، روسیه به عنوان یکی از اعضای دائم شورای امنیت سازمان ملل متحد که دارای حق وتو می‌باشند بارها قطعنامه‌های شورای امنیت سازمان ملل را که خواستار استعفای رئیس‌جمهور سوریه بشار اسد و همچنین امکان تحریم‌های سازمان ملل را علیه دولت اسد را وتو نموده‌است.
همچنین همواره درخواست قدرت‌های غربی و متحدان عرب آن‌ها را که نمی‌خواهند بشار اسد در مذاکرات سوریه باشد را رد می‌کند. در ماه ژانویه و فوریه ۲۰۱۲، طرح‌های صلح روسیه، توسط شورای ملی سوریه و قدرت‌های غربی رد شده‌است.
حملات هوایی روسیه به سوریه بارها مورد انتقاد قرار گرفته و ادعا شده که تخریب بیمارستان‌ها و تجهیزات پزشکی را هدف قرار داده‌است و همچنین در مورد کشته شدن چندین هزار غیرنظامی مورد انتقاد شدید قرار گرفت و به همین دلیل حق ریاست خود در شورای حقوق بشر سازمان ملل متحد را از دست داد. گزارش‌ها نشان می‌دهد در شش ماه اول سال ۲۰۱۸، در مقایسه با سال ۲۰۱۷، میزان آسیب‌های غیرنظامی ناشی از حملات روسیه افزایش ۳۴ درصدی داشته‌است.
روسیه به‌طور رسمی، تنها در یک جنگ هوایی علیه سوریه شرکت کرده‌است با تعداد کمی از نیروهای ویژه و پشتیبانی در زمین، با این حال در نوامبر ۲۰۱۶، رویترز گزارشی را منتشر کرد که حاوی شواهدی مبنی بر نقش مهم روسیه در مبارزه زمینی که در پوشش پیمانکاران استخدامی و از طریق سازمان خصوصی انجام شده‌است. بر اساس این گزارش، به صورت غیررسمی، این نیروها در هماهنگی با ارتش روسیه کار می‌کردند و گزارش شده که به این پیمانکاران روسیه در سوریه مبلغ ۶۵۰۰ دلار در ماه پرداخت می‌گردد.